# سیتکی آکچاتپه
سیتکی آکچاتپه (ترکی استانبولی: Sıtkı Akçatepe؛ ۱۹۰۲ – ۱۹۸۵) هنرپیشه اهل ترکیه بود.
او پدر هالیت آکچاتپه است.